# 채드 트루질로
채드 트루질로(영어: Chad Trujillo) 또는 채드윅 A. 트루질로(영어: Chadwick A. Trujillo)는 미국의 천문학자이다. 태양계에서 발견된 가장 거대한 왜행성인 에리스의 공동 발견자이다.
1998년 5월 1일 발견된 소행성대의 소행성 12101 트루질로는 그의 이름을 따서 명명되었다.

## 생애
트루질로는 미국 일리노이주 오크파크에 있는 오크파크 앤드 리버 포레스트 고등학교를 졸업했다. 이후 1995년 매사추세츠 공과대학교에서 물리학 박사 학위를 취득했으며 2000년 하와이 대학교에서 천문학을 전공했다.
2000년부터 2003년까지 트루질로는 캘리포니아 공과대학교에서 연구원으로 근무했다. 2003년, 트루질로는 제미니 천문대에서 천문학자로 근무하기 시작했다.
2013년, 그는 제미니 천문대의 광학 및 망원경 부서의 책임자가 되었다. 2016년부터 노던애리조나 대학교에서 천문학 및 행성과학 교수로 일하고있다.